# Der Blob (1988)
Der Blob (englischer Originaltitel: The Blob) ist ein US-amerikanischer Science-Fiction-Horrorfilm von Chuck Russell aus dem Jahre 1988 mit Kevin Dillon und Shawnee Smith in den Hauptrollen. Der Film startete am 20. Oktober 1988 in den deutschen Kinos.
Es ist eine Neuverfilmung des unter der Regie von Irvin S. Yeaworth entstandenen Science-Fiction-Films Blob – Schrecken ohne Namen aus dem Jahr 1958. Der gleichnamige Film Der Blob aus dem Jahr 1972 ist eine Fortsetzung von Blob – Schrecken ohne Namen. Die Spezialeffekte lieferte Lyle Conway.

## Handlung
In einer Nacht schlägt ein kleiner Meteorit in der Nähe der Kleinstadt Arborville ein. Ein alter Landstreicher beobachtet dies und läuft zum Krater. Er sieht, dass der Meteorit eine geleeartige Masse enthält, und stochert mit einem Ast hinein, an dem eine Handvoll der Masse, genannt „Blob“, kleben bleibt und wenige Augenblicke später seine Hand umschließt. Als er sich die Hand abhacken will, wird er vom Footballspieler Paul Taylor, der mit der Cheerleaderin Meg Penny unterwegs ist, angefahren und von diesen und dem ebenfalls vorbeikommenden Halbstarken Brian Flagg ins Krankenhaus gebracht.
Nachdem Brian das Krankenhaus verlassen hat, wird der Landstreicher vom zu blitzschneller Bewegung fähigen Blob gefressen. Als Paul per Telefon Hilfe holen will, wird er vom Blob vor den Augen Megs verschlungen. Megs Eltern sowie die Polizei unter Leitung von Sheriff Herb Geller und Deputy Bill Briggs glauben ihr jedoch nicht. Stattdessen verdächtigen sie Flagg und verhören ihn. Währenddessen hat der Blob das Krankenhaus verlassen, tötet im Wald ein Liebespaar und macht sich durch die Kanalisation auf den Weg zur Stadt.
Brian wird aus der Polizeistation entlassen und trifft sich mit der von zu Hause ausgerissenen Meg in einer kleinen Gaststätte. Doch der Blob, der stetig wächst, greift kurz darauf an. Brian und Meg können sich in eine Gefrierkammer retten, die Besitzerin der Gaststätte, Fran Hewitt, ihr Angestellter George Ruit und Sheriff Geller, der dort essen wollte, werden jedoch vom Blob verschlungen.
Brian und Meg gehen in den Wald, um Briggs zu sprechen. Sie treffen dort auf ein militärisches Seuchenkommando unter Führung von Dr. Meddows und Colonel Hargis. Meddows erzählt den beiden, dass sich aufgrund des Meteoriteneinschlags ansteckende Bakterien ausgebreitet haben und sie deshalb die ganze Stadt unter Quarantäne gestellt haben. Die beiden sollen in die Stadt zurückgebracht werden. Brian traut den Leuten jedoch nicht und flieht, während Meg zurückbleibt.
In der Stadt angekommen erfährt Meg, dass sich ihr kleiner Bruder Kevin und sein Freund Eddie Beckner dank der Erlaubnis von Eddies Bruder Anthony, der im Kino arbeitet, dort einen Slasher-Film ansehen. Der Blob erreicht das Kino, verschlingt zwei Kinomitarbeiter und greift die Besucher an. Meg kann sich mit Kevin und Eddie in die Kanalisation retten, sie werden jedoch vom Blob verfolgt.
Brian will gerade aus dem Wald wegfahren, als er zufällig ein Gespräch zwischen Meddows und seinem Assistenten Jennings mit anhört und die Wahrheit erfährt: Der vermeintliche Meteorit war ein Satellit und der Blob das Ergebnis eines fehlgeschlagenen biologischen Waffentests. Da erfahren sie durch einen Funkspruch von Anthony, dass sich Meg, Kevin, Eddie und der Blob in der Kanalisation befinden. Meddows sieht darin die Gelegenheit, den Blob lebend zu fangen. Auf die Frage, was mit den Zivilisten passieren soll, antwortet er, dass Zivilisten entbehrlich seien. Brian wird entdeckt, kann aber auf seinem Motorrad entkommen.
In der Kanalisation werden Meg, Kevin und Eddie vom Blob in die Enge getrieben. Dabei wird Eddie vom Blob getötet, ebenso wie einige Soldaten, die den Blob fangen sollten. Kevin kann sich retten, Meg bleibt zunächst zurück, wird aber von Brian gerettet. Ihnen gelingt die Flucht aus der Kanalisation, bevor Meddows sie dort einsperren kann. Schließlich erklärt Brian Briggs und den anderen Bewohnern die Wahrheit. Meddows will Brian erschießen, wird jedoch vom Blob ergriffen. Colonel Hargis beschließt daraufhin, den Blob zu töten, und wirft eine Sprengladung in die Kanalisation. Dies bringt den Blob dazu, die Kanalisation zu verlassen und die Stadt anzugreifen. Während seines Zuges durch die Stadt tötet der Blob Hargis, mehrere Soldaten und Bürger. Der Reverend der Stadt, Meeker, sieht darin das Jüngste Gericht. Er wird von einem Flammenwerfer verletzt. Als Meg ihn mit einem Feuerlöscher rettet, erkennt sie, dass der Blob Kälte scheut. Unter der Führung von Briggs retten sich die Bewohner ins Rathaus. Obwohl sie sich mit Feuerlöschern gut verteidigen, können sie nicht verhindern, dass Briggs dem Blob zum Opfer fällt. Brian besorgt währenddessen eine Schneemaschine von seinem Freund Moss Woodley und attackiert den Blob damit. Mit der Hilfe von Meg, die eine Sprengladung an den Tanks mit flüssigem Stickstoff anbringt, können sie den Blob einfrieren.
In einem Einmachglas hat Reverend Meeker, dessen Gesicht nun von Brandnarben entstellt ist, ein glibberiges Fragment des Blobs fest verschlossen gerettet, um es für den Jüngsten Tag aufzuheben.

## Kritiken
„‚Der Blob‘ hat gute Chancen, ein Klassiker der Americana zu werden. Wo bei David Cronenberg die Beschäftigung mit dem Organischen und Synthetischen ganz nach innen zielt, veräußerlicht Russell diese Zwangsvorstellungen vollkommen. Das ist die logische Konsequenz der amerikanischen Küche: Die Killerburger schlagen zurück.“

## Auszeichnungen
Ricky Paull Goldin, Shawnee Smith und der Film wurden im Jahr 1989 für den Young Artist Award nominiert. Michael Hoenig und der Film wurden 1990 für den Saturn Award als bester Science-Fiction-Film nominiert. Chuck Russell wurde 1990 für den International Fantasy Film Award des portugiesischen Festivals Fantasporto nominiert.

## Hintergrund
Der Film wurde in Abbeville (Louisiana) gedreht. Seine Produktionskosten betrugen schätzungsweise 19 Millionen US-Dollar; er spielte in den Kinos der USA ca. 8,2 Millionen US-Dollar ein.
In der Halloween-Folge Krieg der Welten der Serie Die Simpsons wird Homer zum Blob und frisst halb Springfield auf.
In einem kurzen Auftritt als weiblicher Part des jungen Liebespaars, das nachts in seinem Auto von dem Blob überrascht wird, ist die blonde Schauspielerin Erika Eleniak zu sehen, die ab 1989 durch die Rettungsschwimmer-Fernsehserie Baywatch große Berühmtheit erlangte. Zudem wirkt in einer kleinen Nebenrolle als Soldat in der Kanalisation der Schauspieler Bill Moseley mit, der in dem 2003 erschienenen Horrorfilm Haus der 1000 Leichen von Rob Zombie den geistesgestörten sadistischen Mörder Otis verkörpert.